# NGC 3156
NGC 3156 је лентикуларна галаксија у сазвежђу Секстант која се налази на NGC листи објеката дубоког неба.
Деклинација објекта је + 3° 7' 47" а ректасцензија 10h 12m 41,1s. Привидна величина (магнитуда) објекта NGC 3156 износи 12,1 а фотографска магнитуда 13,1. Налази се на удаљености од 21,828 милиона парсека од Сунца. NGC 3156 је још познат и под ознакама UGC 5503, MCG 1-26-19, CGCG 36-57, PGC 29730.